# Castello di Serravalle
Castello di Serravalle är en ort och frazione i kommunen Valsamoggia i provinsen Bologna i regionen Emilia-Romagna i Italien. 
Kommunen upphörde den 1 januari 2014 och bildade med de tidigare kommunerna Bazzano, Crespellano, Monteveglio och Savigno den nya kommunen Valsamoggia. Den tidigare kommunen hade 4 840 invånare (2013).